# أوسمار (لاعب كرة قدم مواليد 1980)
أوسمار أباريسيدو دي أزيفيدو (بالبرتغالية: Osmar Aparecido de Azevedo) (27 مارس 1980 في ماريليا في البرازيل – )؛ هو لاعب كرة قدم كان يلعب كمهاجم.

## وصلات خارجية
- أوسمار أباريسيدو دي أزيفيدو على موقع رابطة كرة القدم اليابانية للمحترفين (اليابانية)
- أوسمار أباريسيدو دي أزيفيدو على موقع قاعدة بيانات كرة القدم.إي يو (الإنجليزية)
- أوسمار أباريسيدو دي أزيفيدو على موقع Soccerway.com (الإنجليزية)
- أوسمار أباريسيدو دي أزيفيدو على موقع عالم كرة القدم.نت (الإنجليزية)